# Gare de Bodajk
La gare de Bodajk (en hongrois : Bodajk vasútállomás) est une halte ferroviaire hongroise, située à Bodajk.

## Situation ferroviaire

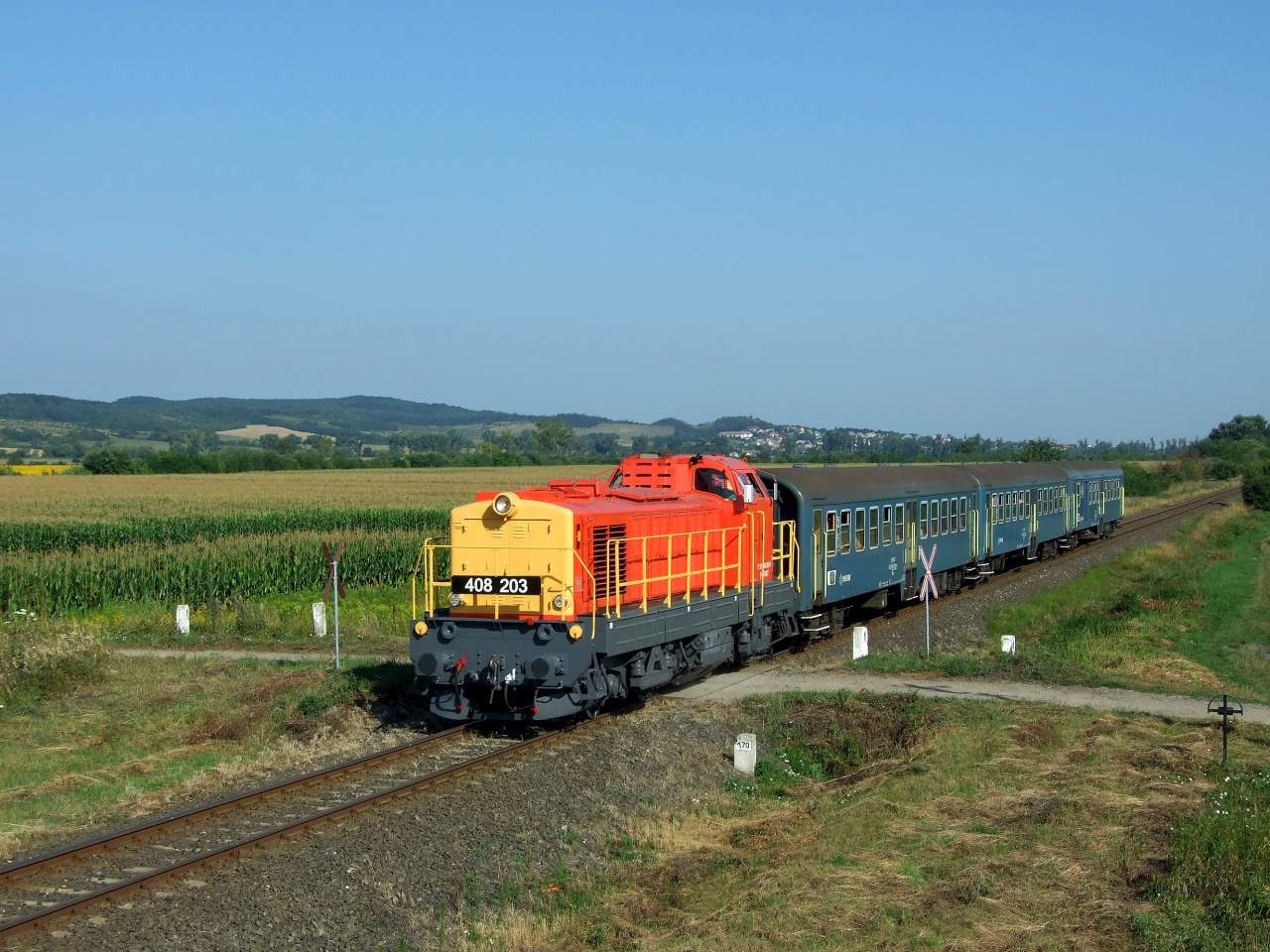
Locomotive MÁV-M40 fabriquée par MÁVAG sur la voie ferrée de Győr à Siófok en 2014.